# Последњи сведоци
Последњи сведоци: соло за дечји глас (рус. Последние свидетели. Книга недетских рассказов) је роман из 1985. године Свјетлане Александровне Алексијевич (блр. Святлана Аляксандраўна Алексіевіч), савремене белоруске новинарке и књижевнице, добитнице Нобелове награде за књижевност 2015. године. Српско издање објавила је издавачка кућа Лагуна 2016. године у преводу Ане Јаковљевић Радуновић.
Књига је друга у низу уметничко-документарног серијала у оквиру пројекта „Гласови утопије“, на којем Светлана Алексијевич ради од 1985. године.

## О аутору
Свјетлана Александровна Алексијевич (1948, Станислав, Украјина), совјетска је и белоруска књижевница, новинарка и сценариста документарних филмова. Сем романа написала је двадесетак сценарија за документарне филмове и три драме. Пише на руском језику.

## О књизи
Књига Последњи сведоци: соло за дечји глас је подвиг дечјег памћења. Представља сећања на Велики отаџбински рат оних који су током рата имали 6-12 година. Деца која су најнепристраснији и најнесрећнији сведоци истог. Рат који су виделе дечије очи страшнији је од рата који су ухватиле очи жене које је ауторка описала у свом предходном роману Рат нема женско лице, и која је прва у документарном серијали Гласови утопије.
Приказан је рат гледан очима недужних девојчица и дечака, узраста од 4 до 12 година: бомбардовање, немачка инвазија, злочини војске над становништвом, глад, разарање, збегови и друге ратне страхоте. Успомене тих сада зрелих личности на своје трауматично детињство поприма сасвим друкчије димензије виђења рата. Сећања и казивања најмлађих и истовремено најобјективнијих и најнесрећнијих сведока ратне катастрофе на тлу тадашњег Совјетског савеза показују се као прави подвиг дечјег памћења.
Цитати из књиге:
| „ | Кажу нам: "Ко буде плакао, њега ћемо стрељати. Насмејте се." Терали су нас да се осмехујемо… Сагнем се, а он приђе да провери да ли се смејем или плачем? Стоје… Све млади мушкарци, лепи… Смеју се… Нисам се уплашила мртвих, него ових живих. Отад се плашим мушкараца… | ” |

| „ | Нисам се удавала. Не знам шта је љубав. Плашила сам се: шта ако родим дечака. | ” |

| „ | Недавно су на телевизији приказивали избеглице… Опет је негде рат. Пуца се. Гладни људи стоје у реду с празним посудама. Празних очију. Сећам се тих очију… | ” |

| „ | Дуго нисам расла… Сви у дому смо слабо расли. Мислим да је то сигурно због туге. Нисмо расли зато што смо ретко чули нежне речи. Без мајки нисмо расли… | ” |

| „ | Прошло је много година… Сад бих хтео да питам: "Да ли је Бог то гледао? О чему је размишљао…" | ” |

| „ | После рата отац је умро од рата. | ” |

| „ | Ето испричах… И то је све? Све што је остало од тог ужаса? Неколико десетина речи… | ” |

| „ | Нико није желео ни са ким да се упознаје, зато што ће већ сутрадан или један или други умрети. | ” |